# Universitatea de Tehnologie Chalmers
Universitatea de Tehnologie Chalmers (în suedeză Chalmers Tekniska Högskola, denumită în mod obișnuit Chalmers) este o universitate privată de cercetare, situată în Göteborg, Suedia. Universitatea Chalmers se concentrează pe inginerie și știință, dar efectuează cercetări și oferă educație și în transporturi, arhitectură și management. Universitatea are aproximativ 3100 de angajați și 10.000 de studenți. Universitatea Chalmers este clasată, în mod constant, printre primele 100 de universități din lume în inginerie și tehnologie.